# Augustine Hu Daguo
Augustine Hu Daguo (chinesisch 胡大国, Pinyin Hú Dàguó; * 15. Mai 1922 in Tongzhou, Guizhou; † 17. Februar 2011) war nach Pater Ludwig Baumeister MSC und Pater Matthias Buchholz MSC der erste chinesische römisch-katholische Bischof von Shiqian.

## Leben
Augustine Hu Daguo trat 1934 in das Kleine Priesterseminar und 1939 in das Große Seminar der Diözese Guiyang ein. Er empfing am 29. Juni 1951 die Priesterweihe. Nach kurzer Tätigkeit als Pfarrvikar in der Pfarrei Youtangkou, Lehrtätigkeit am Seminar und Ernennung zum Bischofs-Koadjutor wurde er Opfer der Machtübernahme der Kommunisten und schließlich am 4. April 1955 von den chinesischen Behörden verhaftet und wegen „konterrevolutionärer Verbrechen“ verurteilt. Nach drei Jahren in der  Haftanstalt in Guizhou wurde er 1958 zu weiteren zwölf Jahren Zwangsarbeit und Umerziehung in drei Fabriken in der Region verurteilt. 1968 wurde er als Freigänger in die Fabrik Fuquan geschickt. Nach seiner Freilassung nach 27 Jahren konnte er wieder als Priester arbeiten; zudem lehrte an der theologischen Seminar von Chengdu in der Provinz Sichuan. 
Papst Johannes Paul II. ernannte ihn am 1987 zum Bischof von Shiqian. Die Bischofsweihe empfing er im Geheimen vom Bischof von Baoding, Peter Joseph Fan Xueyan. Die Leitung seiner Diözese konnte er dagegen nie übernehmen, da diese 1983 von chinesischer Seite offiziell aufgelöst wurde und die Stelle seither als vakant gilt.
Hu hatte nach einem Unfall 1999 mit verschiedenen gesundheitlichen Problemen zu kämpfen und konnte sein Engagement nur noch eingeschränkt wahrnehmen. Zuletzt war er Priester an der St.-Josephs-Kathedrale in Guiyang.
Er wurde am 20. Februar 2011 nach einem Requiem in der Kathedrale von Shiqui bestattet.